# Lauroux
Lauroux é uma comuna francesa na região administrativa de Occitânia, no departamento de Hérault. Estende-se por uma área de 26,42 km². Em 2010 a comuna tinha 208 habitantes (densidade: 7,9 hab./km²).